# Carl Friedrich Hindenburg
Pour les articles homonymes, voir Hindenburg.
Carl Friedrich Hindenburg, né le 13 juillet 1741 à Dresde et mort le 17 mars 1808 à Leipzig, est un mathématicien saxon. Il s'est démarqué en combinatoire et probabilités.

## Biographie
Hindenburg a beaucoup publié sur la combinatoire, plus précisément les probabilités, les suites et des formules pour les différentielles de degré supérieur. Il aspirait à ce que la combinatoire prenne une place aussi importante en mathématiques que l'arithmétique, l'algèbre et l'analyse, mais ses espérances ne se sont jamais réalisées.
Hindenburg est le cofondateur du premier journal de mathématiques allemand. Entre 1780 et 1800, il collabore à la publication de quatre journaux mathématiques, dont Leipziger Magazin für reine und angewandte Mathematik (1786-1789) et Archiv für reine und angewandte Mathematik (1795-1799). En 1796, il édite le livre Sammlung combinatorisch-analytischer Abhandlungen dans lequel il est affirmé que la formule du multinôme d'Abraham de Moivre est « la plus importante proposition de toute l'analyse mathématique ».